# Russell Lewis (Drehbuchautor)
Russell Lewis (* 11. September 1963 in London) ist ein englischer Drehbuchautor und Schauspieler.

## Karriere
Russell Lewis begann seine Filmkarriere im Alter von sechs Jahren als Kinderdarsteller. 1969 hatte er sein Debüt in dem Spionagefilm Krieg im Spiegel (The Looking Glass War) als Sohn von John Avery (Anthony Hopkins).
1972 spielte er den sieben Jahre alten Winston Churchill in Richard Attenboroughs Film Der junge Löwe. Es folgten weitere Kinderrollen, u. a. als der junge Lucius Caesar in der Fernsehserie Ich, Claudius – Kaiser und Gott  und 1973 in zwei Horrorfilmen an der Seite von Kim Novak (Tales That Witness Madness) und David Hemmings (Voices). 
Mitte der 1980er Jahre begann er mit dem Schreiben von Drehbüchern für Fernsehserien. Beteiligt war er u. a. an einzelnen Folgen von Kavanagh QC, The Amabasadors, Murphy's Law, Spooks – Im Visier des MI5, Lewis – Der Oxford Krimi, Die Scharfschützen, Cadfael, Hornblower und The Pale Horse in der Agatha-Christie’s-Marple-Serie von ITV. Russell Lewis schrieb alle Drehbücher für die von 2012 bis 2023 von ITV produzierte Serie Der junge Inspektor Morse.

## Auszeichnungen
1993 gewann Lewis den Writers' Guild of Great Britain TV – Original Drama Series Award für Between the Lines, zusammen mit vier weiteren Autoren der Serie.
Für Hornblower, der 1999 mit einem BAFTA ausgezeichnet wurde, erhielt Lewis Nominierungen für drei Folgen als Best Writing of a Motion Picture or Miniseries.